# Saint-Denis-le-Thiboult

Saint-Denis-le-Thiboult este o comună în departamentul Seine-Maritime, Franța. În 1 ianuarie 2022 avea o populație de 501 de locuitori.